# Golčův Jeníkov
Golčův Jeníkov (in tedesco Goltsch-Jenikau) è una città della Repubblica Ceca facente parte del distretto di Havlíčkův Brod, nella regione di Vysočina.